# Субтельный, Орест
О́рест Миросла́вович Субте́льный (англ. Orest Subtelny, укр. Орест Мирославович Субтельний; 17 мая 1941, Краков — 24 июля 2016, Торонто) — американский и канадский историк, специалист по истории Украины. Профессор кафедры истории и политологии Йоркского университета в Торонто.

## Биография
Родился в Кракове, в семье юриста. Семья во время Второй мировой войны жила на Западной Украине, при отступлении немецких оккупантов эвакуировалась с ними. С 1945 по 1949 год семья находилась в лагерях для перемещенных лиц в Германии, затем прибыла в США
В 1965 году окончил университет Темпл в Филадельфии. Также учился в Венском и Гамбургском университетах. Ученик А. П. Оглоблина.
Степень доктора философии (Ph.D) получил в Гарвардском университете, защитив диссертацию «Неохотные союзники: Отношения гетмана Филиппа Орлика с Крымским ханством и Оттоманской Портой, 1710—1742». Преподавательскую карьеру начал на историческом факультете Гарвардского университета (1973—1975), продолжил в Гамильтонском университете в Нью-Йорке (1976—1981) и в Йоркском университете (Канада, профессор истории и политологии с 1982 г.), где работал до конца жизни.
В 1975 г. с помощью Украинской свободной академии наук опубликовал работу «Письма Ивана Мазепы». В издательстве Колумбийского университета в 1981 г. напечатал монографию «Мазепинцы: Украинский сепаратизм XVIII в.» В 1986 г. вышла в свет монография «Проблема власти в Восточной Европе: Иностранный абсолютизм и местная знать. 1500—1715».
В 1992 г. был избран иностранным членом НАН Украины. В 2006 г. присвоено звание Почётного доктора Дипломатической академии Украины при МИД Украины.
Наибольшее признание ему принесла работа «Ukraine: A History» (Украина: История), впервые опубликованная издательством Торонтского университета в 1988 г. На украинском языке книга была опубликована в 1991 г. и выдержала несколько переизданий. Переведена полностью или частично на другие языки: немецкий, русский, китайский, болгарский и словацкий. Дополненный вариант издан в 1994 г. в Киеве на русском языке.
Похоронен в Торонто.

## Награды
- 1982 г. — Премия фонда Антоновичей.
- 2001 г. — Орден «За заслуги» III степени (Украина, 15 августа 2001 года) — за весомый личный вклад в подъём международного авторитета Украины, укрепление сотрудничества и дружественных связей с исторической Родиной и по случаю 10-й годовщины независимости Украины[4].
- 2016 г. — Орден князя Ярослава Мудрого V степени (Украина, 22 августа 2016 года, посмертно) — за весомый личный вклад в укрепление международного авторитета Украинского государства, популяризацию её исторического наследия и современных достижений и по случаю 25-й годовщины независимости Украины[5].

## Избранные книги и публикации
- The Mazepists: Ukrainian Separatism in the Early Eighteenth Century (1981).
- The Domination of Eastern Europe, Foreign Absolutism and Native Nobilities (1986)
- Ukraine: A History (1988)
  - Субтельный, О. Украина: история. — Киев: Лыбидь, 1994. — 736 с. — ISBN 5-325-00090-X.
- Ukrainians in North America (1991)
- «Ukraine: The Imperial Heritage», Briefing Papers of the Canadian Bureau of International Studies (1996)
- «Cossacks», in The World Book Encyclopedia (1997)
- «Ukraine», в энциклопедии Encarta (1997)

## Линия Субтельного

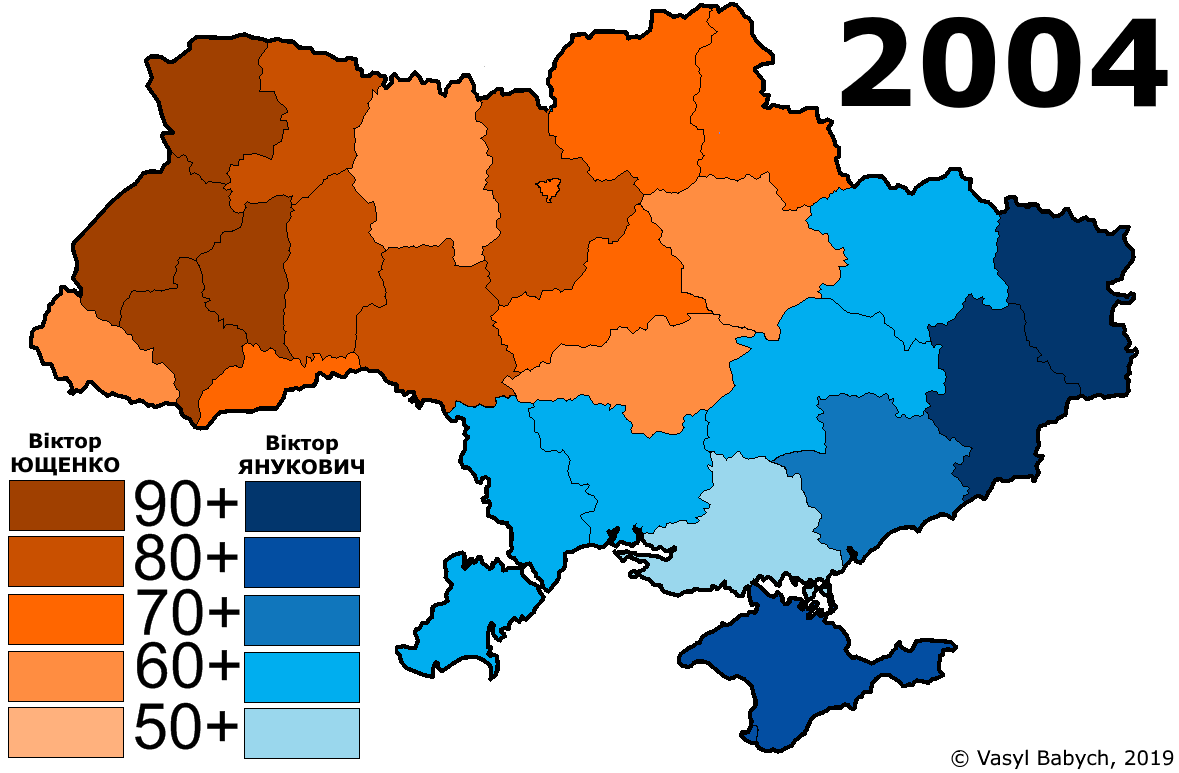
Одно из проявлений линии Субтельного: 2-й тур выборов 2004, Ющенко против Януковича

Политический интернет-мем, возникший в 2004 году, когда «бело-голубая» сторона обвинила «оранжевую» в делении Украины на сорта. Оказалось, что демаркационная линия между «вторым» и «третьим» сортом не нова: в книге «Украина: История» Субтельный цитирует собственное исследование 1970 года. По линии Одесская — Николаевская — Днепропетровская — Харьковская область видно значительное (более 2⁄5) количество русскоязычного населения в городах и более 6 % в сёлах.
С этой линией совпали:
- выбор президента в 2004 году, с разбивкой на области (Ющенко против Януковича)[11];
- выбор партии в 2006 году (БЮТ против Партии регионов);
- выбор партии в 2012 году («Батькивщина» против Партии регионов) — только далёкая от линии Закарпатская область оказалась за «регионы».

Нашли и историческое обоснование линии Субтельного — по одну сторону территория Речи Посполитой, по другую — Слобожанщина, принадлежавшая Московскому царству, и степная зона Украины, принадлежавшая Турции, но по факту колонизированная плохо.